# گرند ماند (واشینگتن)
گرند ماند (به انگلیسی: Grand Mound) یک منطقهٔ مسکونی در ایالات متحده آمریکا است که در شهرستان تورستن، واشینگتن واقع شده‌است. گرند ماند ۲٬۹۸۱ نفر جمعیت دارد و ۵۰٫۹ متر بالاتر از سطح دریا واقع شده‌است.